# バック・トゥ・ザ・フーズ
バック・トゥ・ザ・フーズとは、2007年1月13日に日本テレビの特別番組枠「サタデーバリューフィーバー」にて放送された番組である。
正式タイトルは「バック・トゥ・ザ・フーズ　偉人が愛した絶品グルメスペシャル」。本放送が好評だった為、2007年2月18日にも再放送された。

## 概要
合言葉は「歴史の影に偉人あり　偉人の影にグルメあり」。この番組では、世界並びに日本の歴史に燦然と輝く名だたる偉人、有名人の「食」にまつわるエピソードを紹介しながら、それらにまつわるクイズにパネラーが答えるという新感覚のグルメクイズバラエティ番組である。
2007年1月13日放送の第1弾では、織田信長、ダグラス・マッカーサー、長嶋茂雄、水戸黄門、太宰治、フランクリン・ルーズベルト、田中角栄、美空ひばりの食に関するエピソードが紹介され、クイズが8問出題された。また途中には偉人たちが愛したグルメを出演者全員で試食するコーナーもはさんでいた。

## 出演者
司会
- 上田晋也(くりぃむしちゅー)
- 中島知子(オセロ)

パネラー
- 中尾彬
- 大沢あかね
- 石原良純
- マリエ
- 東貴博
- 奈美悦子

ご意見番
- 山田五郎

ナレーター
- 平野義和
- 佐藤良子(日本テレビアナウンサー)

## 余談として
第1弾では、8問中6問正解した奈美悦子がトップ賞を獲得。奈美には賞品として香港旅行がプレゼントされた。

## スタッフ
- 構成：北本かつら、工藤ひろこ、田中大祐、石坂伸太郎、山川俊司
- テクニカルマネージャー：古井戸博
- スイッチャー：高梨正利
- カメラマン：蔦佳樹
- ビデオエンジニア：斉藤孝行
- 音声：中野磨里
- 照明：平田丈
- 技術協力：NTV映像センター、テイクシステムズ、The TUBE
- ロケ技術：mabu、J-Crew、ゴーエン
- 美術プロデューサー：高野豊
- デザイン：熊崎真知子
- 編集：伊藤和幸
- MA：赤川淳
- 音効：矢部公英（278）
- CG制作：グレートインターナショナル
- リサーチ：高橋沢子(ワイズプロジェクト)、中村芙美子(チェリオ)
- 撮影協力：新潮社、天ぷらと串 高尾、つくばみらい市立結城三百石記念館、麹町 おおいし、九州 まつら
- 写真提供：長興寺、久昌寺、アフロ、日本近代文学館、読売新聞社、ユニフォトプレス、Bettmann/CORBIS、Richard R.Cain、Frankryn D.Roosevelt Library、ベースボール・マガジン社、林忠彦作品研究室代表 林義勝、惣光寺、和歌山市立美術館
- 映像協力：読売巨人軍、西武ライオンズ、ひばりプロダクション、NHK、エス
- 海外コーディネート：TopSpin Creative
- フードコーディネーター：高階多美
- 制作協力：社員
- タイムキーパー：伊藤梓見
- 番組宣伝：原のりこ
- フロアマネージャー：岡本光弘
- アシスタントプロデューサー：黒崎則子、工藤江美子、佐藤三羽一
- ディレクター：小林正典、守屋隆広、荒木靖、目黒隆志
- 演出：小林賢一
- プロデューサー：北條伸樹、寺本俊司、古殿香織、松本光司
- 演出・プロデューサー：小川通仁
- チーフプロデューサー：菅賢治
- 製作著作：日本テレビ